# Декрет Кабінету Міністрів України
Декрети Кабінету Міністрів України є нормативно-правовими актами Кабінету Міністрів України, що видавалися в період з 2 грудня 1992 по 20 травня 1993 р. Різновид делегованого законодавства. Є частиною національного законодавства України.

## Історичне тло. Правова база
З розпадом СРСР і здобуттям незалежності Україна вийшла на шлях самостійного політичного й економічного розвитку. За виробничим потенціалом і чисельністю населення Україна — друга після Росії держава колишнього СРСР.
У результаті панування командно-адміністративної системи управління економікою Україна, як і інші колишні радянські республіки, опинилася в стані глибокої економічної кризи.
Наприкінці жовтня 1991 Верховна Рада України розглянула «Основні напрями економічної політики в умовах незалежності», в яких передбачалася структурна перебудова господарства України. Програма надавала великого значення конверсії оборонної промисловості, перерозподілу матеріальних і трудових ресурсів на користь виробництв, що виробляли споживчі товари для населення. Машинобудування передбачалося переорієнтувати на задоволення потреб агропромислового сектору, легкої та харчової промисловості. Особливе місце в документі відводилося регіональній господарській політиці. Вперше передбачалося здійснення урядом контролю за формуванням економічної структури, прийняттям рішень щодо розміщення нових виробничих потужностей, реконструкції та переоснащення діючих підприємств усіх галузей промисловості.
У перші місяці після розпаду Радянського Союзу (8 грудня 1991) в Україні здійснюються кроки в напрямку ринкових перетворень, які підштовхнула лібералізація цін, що почалася в Росії. В Україні Уряд В. Фокіна з початку 1992 року ввів у обіг купоно-карбованець і став на шлях «шокової терапії», проголосивши лібералізацію ринкової торгівлі й повну свободу ринкових цін, за винятком цін на деякі товари. Така політика поглибила кризу, сприяла подальшому падінню виробництва і за відсутності конкуренції закономірно спричинила могутнє зростання цін, що у свою чергу призвело до різкого зниження рівня життя більшості населення.
У березні 1992 Верховна Рада України прийняла «Основи національної економічної політики України», які передбачали роздержавлення і приватизацію, структурну перебудову і модернізацію промисловості. Поряд з цим дана економічна концепція передбачала відмову від ряду принципових положень, прийнятих при утворенні СНД: Україна залишається в СНД, але повністю виходить з рублевого простору; перехід до взаєморозрахунків з країнами Співдружності на основі світових цін; переорієнтація зовнішньої торгівлі на західні ринки тощо.
Документи, прийняті Верховною Радою, постанови і рішення урядів не принесли очікуваних результатів. Здійснена в 1992 році лібералізація цін в умовах відсутності конкуренції уже в тому ж році призвела до їх вибухового зростання у 20 разів (рівень інфляції 2000%).
У листопаді 1992 новий уряд Л. Кучми, що прийшов на зміну кабінету В. Фокіна (що не дістав підтримки парламенту), приймає відповідальне рішення про вихід із рублевого простору. В країні було введено карбованець як перехідну валюту, яка повинна була взяти на себе весь тягар інфляції.
На засіданні Верховної Ради України 18 листопада 1992 року Прем'єр-міністр Леонід Кучма висловився на надання Уряду шестимісячного права видавати декрети, котрі мали б силу законів. Він обґрунтовував необхідність рішучого кроку тим, що стан економіки є абсолютно надзвичайним. В такій ситуації потрібно приймати надзвичайно швидкі й оперативні рішення у сфері економіки. Леонід Кучма заявив, що «система надзвичайних заходів — єдиний варіант порятунку держави і суспільства».
Журналіст Юрій Луканов пише, що на депутатів «справила враження» рішучість Леоніда Кучми, котрий декларував, що його уряд бере відповідальність за ситуацію в країні на себе. Кучма вигравав на фоні своїх попередників значною енергійністю. До того ж депутати, очевидно, були вражені шокуючим аналізом стану справ у країні. Тому Верховна Рада 308-ма голосами прийняла наступний Закон:
З метою оперативного вирішення питань, пов'язаних з запровадженням ринкової реформи, і зосередження їх законодавчого розв'язання в одних руках Верховна Рада України постановляє:
Зупинити тимчасово, строком на шість місяців, дію пункту 13 статті 97 Конституції України в частині здійснення законодавчого регулювання відносин власності, підприємницької діяльності, соціального і культурного розвитку, державної митної, науково-технічної політики, кредитно-фінансової системи, оподаткування, державної політики оплати праці і ціноутворення, а також дію пункту 7-4 статті 114-5 Конституції України.
Здійснення цих повноважень покласти на Кабінет Міністрів України.
Також були внесені доповнення до чинної Конституції (Основного Закону):
Стаття 97-1. Верховна Рада України у виняткових випадках двома третинами голосів від загальної кількості народних депутатів України може законом делегувати Кабінету Міністрів України на визначений термін повноваження видавати декрети в сфері законодавчого регулювання з окремих питань, передбачених пунктом 13 статті 97 Конституції України.
Кабінет Міністрів України для реалізації делегованих повноважень ухвалює декрети, які мають силу закону. Декрети можуть зупиняти дію конкретних законодавчих актів або вносити до них зміни і доповнення.
Декрет після його підписання Прем'єр-міністром України передається до Верховної Ради України і набуває чинності у порядку, встановленому частиною 5 статті 97 Конституції України, якщо протягом десяти днів з дня одержання декрету Верховна Рада України не наклала на нього вето.
У період здійснення Кабінетом Міністрів України делегованих повноважень Верховна Рада України може законом скасувати декрети Кабінету Міністрів України або їх окремі положення, якщо вони суперечать Конституції України.
Після закінчення терміну делегування повноважень Кабінету Міністрів України Верховна Рада може скасовувати або змінювати декрети законами України.
Всього було видано 83 декрети. Їх безпосередніми авторами (за твердженням Олега Соскіна) були Віце-прем'єр-міністр, міністр з питань економіки Віктор Пинзеник та його радник Сергій Терьохін.
Поширена думка, що внаслідок декретотворчості якість правового регулювання не тільки не поліпшилася, а навпаки — погіршилася.
Д-р економічних наук В. Черняк:
|  | Надання уряду можливості видавати законодавчі декрети була не тільки безуспішною, але й шкідливою справою. Декрети були суперечливі, не були узгоджені між собою. Вони не були результатом єдиної, продуманої економічної політики. Декретотворчість під час прем'єрства Кучми дестабілізувала законодавчу основу. Це було школярство і примітивізм, намагання простими методами вирішити складні завдання. |

Віце-прем'єр Ю. Іоффе:
|  | Одні декрети змінювалися іншими, вони вносили поправки в діюче законодавство, а часом навіть зводили нанівець зусилля законодавців або суперечили вже ухваленим законам… Поспішність з декретами була найсерйознішою помилкою. |

Зважаючи на те, що уряд протягом певного періоду часу здійснював декретотворчу діяльність взагалі без програми, а також на те, що його економічні рішення викликали серйозні нарікання у суспільстві, уряд не отримав наприкінці травня 1993 року продовження права на видання декретів.
Відтоді уряд не має повноважень на видання декретів, проте 22 з них досі діють і мають фактичний статус законів, зміни до яких уносяться парламентом у режимі, аналогічному внесенню змін до законів.
Значна кількість декретів (20) були скасовані Законом від 14 вересня 2006 року, підписаним Президентом Ющенком.

## Список декретів
Усього з 2 грудня 1992 року до 20 травня 1993 року уряд Леоніда Кучми видав 83 декрети Кабінету Міністрів. З них один був заветований Верховною Радою, а 22 є чинними станом на 2 лютого 2023 року.